# Salmon Falls Creek
La Salmon Falls Creek est un cours d'eau de 351 kilomètres de long dans les États du Nevada et de l'Idaho aux États-Unis. C'est un affluent de la Snake, et donc fait partie du bassin du Columbia.